# Werschok
Der Werschok, deutsch auch Werschock (russisch вершок), war ein älteres russisches Längenmaß, vergleichbar mit der sogenannten Sechzehntel Elle. Wie der Arschin war er ab 1826 gesetzlich im Russischen Reich festgelegt.
- 1 Werschok = 19 7/10 Pariser Linien = 44,45 Millimeter
- 1 Tschetwert = ¼ Arschin = 4 Werschok
- 16 Werschok = 1 Arschin (russische „Elle“)
- 48 Werschok = 1 Saschen
- 1 Werst/Wersta (russische „Meile“) = 500 Saschen (russischer „Klafter“) = 1500 Arschin = 24.000 Werschok = 1067 ¾ Meter (die ältere Werst entsprach bis ins 18. Jahrhundert 700 Saschen)
- 1 Fuß = 6,85 Werschock = 24 Paletz = 135 Pariser Linien = 0,3045 Meter

Auch war das Maß als kleines Flächenmaß geeignet:
- 1 Quadrat-Arschin = 256 Quadrat-Werschok ≈ 0,5058 Quadratmeter